# سادبروک
سادبروک (به انگلیسی: Sudbrooke) یک روستا و محله مدنی در بریتانیا است که در West Lindsey واقع شده‌است. سادبروک ۱٬۷۸۸ نفر جمعیت دارد.